# Lypha melobosis
Lypha melobosis är en tvåvingeart som först beskrevs av Walker 1849.  Lypha melobosis ingår i släktet Lypha och familjen parasitflugor.
Artens utbredningsområde är North Carolina. Inga underarter finns listade i Catalogue of Life.